# 李泰林
李泰林（韓語：이태임，1986年9月2日—），韓國引退女演員。2009年，她於SBS晨間劇《不要猶豫》中首次擔任要角而備受關注，並且於年底獲得演技大賞中的新人賞。2018年3月19日，李泰林宣布退出演藝圈，因其懷孕三個月並預計產子後結婚，所屬經紀公司Management HENEM與其解約。

## 經歷
李泰林於1986年9月2日在蔚山廣域市出生，就讀過聖光女子高等學校，並畢業於漢陽大學演劇映畫學科。
原在高中畢業後主修服裝設計，在2007年時因接拍攝了首支廣告而進入演藝圈，之後便開始參加電視劇的試鏡。其首部演出的電視劇為MBC週末連續劇《我人生的黃金期》，她在劇中飾演男主角劉泰日（李鍾原 飾演）的驕縱的妹妹劉泰英。
2009年，李泰林在KBS大河連續劇《千秋太后》中飾演金密花一角，同年10月，李泰林首度擔綱了主演，演出了SBS晨間連續劇《不要猶豫》。於劇中，她飾演向前男友一家人復仇的女主角張秀賢一角，而該劇平均收視13%，最高收視則獲得17.1%（AGB尼爾森）。而在該年底的SBS演技大賞上，李泰林以此劇獲得了首座演技獎項－新星賞。
2010年6月，李泰林在KBS週末連續劇《嫁給我吧》中飾演介入男女主角婚姻的小三尹瑞瑩，而在該劇中，她身著泳衣的畫面引起了許多話題。
2011年，李泰林與嚴泰雄、周元、鄭進永及成東日主演了首部電影《特別搜查本部》。
2013年，與梁東根、朱相昱共同演出電影《懲戒者》，劇中她扮演男主角昌錫（梁東根 飾演）的未婚妻智希。而李泰林演出的兩部電影作品在票房上皆表現的不太理想，《特別搜查本部》在120萬名觀影人數的盈虧分界點上，僅獲不到110萬名的觀影人數，《懲戒者》更是僅動員了19萬名觀眾。
2014年，李泰林與李昭娟時隔6年繼《我人生的黃金期》後再次合作，演出了JTBC周末連續劇《12年後的重逢：山蒜醬湯》，劇中其飾演與女主角張國（李昭娟 飾演）及男主角柳俊秀（南宮民 飾演）有著複雜三角戀的朱多海一角，然該劇播出未過半，就因收視低迷而被JTBC從50集腰斬剩26集。同年6月，李泰林與李民基、朴星雄主演了電影《為了皇帝》，劇中李泰林與李民基有著大膽的裸露床戲而引起討論，然而票房卻依舊失利。
2015年2月，李泰林參與MBC綜藝節目《同屬相的課外輔導》的錄影，後來因健康問題而退出，然此時便爆出了其在節目拍攝時辱罵金藝元的影像，爾後此事被證實，李泰林因此受眾譴責。
起初大眾普遍支持金藝媛，然而就在3月底，兩人對話內容原委被公開，事實證明確實是因金藝媛並未說敬語導致事件的發生。事件雖經澄清，仍對李泰林形象重創，同時李泰林正參與SBS週末特別企劃《我的心一閃一閃》的演出，亦導致該劇收視極差，迫得SBS將該劇從50集腰斬至30集（後再度腰斬剩26集），但在該劇播畢前，李泰林已因健康問題中途退出。李泰林在這期間曾表示因輿論壓力、健康問題及事業不順等原因，欲考慮退出演藝圈。
而在暫停了工作休息療養多月後，於10月底以有線台Drama H首部自製電視劇《You Will Love Me》復出，後在2017年9月5日SBS《正式演藝深夜》節目中首度談及曾因此事件重創演藝事業，因而一度萌生自殺念頭。
2018年3月19日，李泰林宣布引退，而李泰林所屬經紀公司向韓媒表示毫不知情；而後因李泰林本身有三個月個身孕並預計產子後與圈外丈夫結婚，所屬經紀公司與其解約。長子於2018年9月10日出生。

## 演出作品

### 電視劇
- 2007年：MBC《9局下半2出局》客串出演（第一集出场）
- 2008年：MBC《我人生的黃金期》飾演 劉泰英
- 2009年：KBS《千秋太后》飾演 金密花
- 2009年：SBS《不要猶豫》飾演 張秀賢
- 2010年：KBS《嫁给我吧》飾演 尹瑞瑩
- 2014年：JTBC《12年後的重逢：山蒜醬湯》飾演 朱多海
- 2015年：SBS《我的心一閃一閃》飾演 李純秀（中途退出）
- 2015年：Drama H（朝鲜语：드라마 H）《You Will Love Me》飾演 朴芝禾
- 2016年：tvN《Entourage》飾演 李泰林
- 2017年：JTBC《有品位的她》飾演 尹聖熙

### 電影
- 2011年：《特別搜查本部》飾演 鄭英順
- 2013年：《懲戒者》 飾演 智希
- 2014年：《為了皇帝（朝鲜语：황제를 위하여 (영화)）》飾演 池燕秀

### 综艺节目
- 2010年8月31日－9月7日：SBS《强心臟》
- 2011年1月9日－2月6日：MBC《享受今天》
- 2011年7月9日－7月16日：《find yourTastein New york》
- 2013年10月30日：MBC《黄金漁場》
- 2014年3月21日：JTBC《魔女狩獵》
- 2014年9月11日－11月13日：JTBC《美親歐洲地圖》
- 2014年11月28日－2015年1月23日：SBS《金炳萬的叢林法澤》
- 2015年1月29日－2月26日：MBC《同屬相的課外輔導》
- 2017年9月30日－10月7日: JTBC《認識的哥哥》
- 2017年10月12日：KBS《Happy Together》這友情great特輯

### MV
- 2009年：SS501《solo colle ction Finai Epi sode》女主角
- 2011年：ocean Girls组合 MV《Ride Now》

### 广告代言
- DoVE（多芬）CF担任模特儿出道
- metal Rage
- 天空大麦
- 必胜客pizza Hut
- KTF show
- 佳能 canon
- TPS网游
- CASSLight啤酒

### 杂志写真
- 2012年8月：《男人帮》

## 獲獎
- 2009年：SBS演技大賞－新星賞（《不要猶豫》）

## 備註
1. ↑  職業為企業併購專家。

## 外部連結
- 網站
- NATE
- 李泰林的Instagram帳戶